# ناحیه مرکزی الاتارب
ناحیه مرکزی الاتارب (به عربی: ناحیة مرکز الأتارب) یک ناحیه در سوریه است که در منطقه الاتارب واقع شده‌است. ناحیه مرکزی الاتارب ۳۲٬۱۸۶ نفر جمعیت دارد.